# Theres
Theres este o comună din landul Bavaria, Germania.